# The Lemonheads
The Lemonheads est un groupe de rock alternatif américain, originaire de Boston, dans le Massachusetts. Son meneur et seul membre permanent est le guitariste et chanteur Evan Dando.
Depuis la création, pour l'enregistrement et pour les tournées le groupe a également accueilli le cofondateur Ben Deily, John Strohm (Blake Babies), Doug Trachten, Jesse Peretz, Corey Loog Brennan, Byron Hoag, Ben Daughtry, Juliana Hatfield (Blake Babies), Nic Dalton (Godstar, Sneeze, The Plunderers), Dave Ryan, Patrick « Murph » Murphy (Dinosaur Jr), Bill Gibson (Eastern Dark), Mark « Budola » Newman, Kenny Lyon, Vess Ruhtenberg, Devon Ashley, Karl Alvarez, Bill Stevenson, P. David Hazel entre autres. En 1997, le groupe arrête de jouer, jusqu'à ce qu'en 2005, Evan décide de reprendre le projet, et sorte en 2006 l'album The Lemonheads.

## Biographie

### Débuts (1986–1991)
Evan Dando, Ben Deily et Jesse Peretz forment les Lemonheads pendant leur adolescence à la Commonwealth School de Boston. Le groupe s'appelle à l'origine Whelps, jusqu'à ce qu'ils s'inspirent d'une marque de friandises jaunes. Le groupe enregistre et auto-produit l'EP Laughing All the Way to the Cleaners. Leur premier concert s'effectue le 19 août 1986.
Après le lycée, Dando s'inscrit à l'université Skidmore College mais la quitte plus tard pour se consacrer à la musique. Après avoir signé au label local Taang! Records, les Lemonheads publient les albums Hate Your Friends (1987), Creator (1988), et Lick (1989) avec Deily et Dando au chant et à l'écriture.  Le groupe est diffusé sur les radios universitaires et devient populaire sur la scène du rock indépendant jusqu'au départ de Deily en 1989. Dando recrute ensuite David Ryan à la batterie, signe avec la major Atlantic Records, et produit l'album Lovey en août 1990.

### Succès et pause (1992–2004)
Dando coupe les ponts et part en Australie jouer pour Nic Dalton et Tom Morgan. Ces chansons forment la base de ce que deviendra It's a Shame about Ray, l'album à succès des Lemonheads. Une reprise de Mrs. Robinson est publiée comme single et les popularise encore plus. Cette reprise est jouée dans les films Wayne's World 2 et Le Loup de Wall Street (2013). À la réédition de l'album Ray, le morceau est mis à la fin. Entre 1992 et 1993, Dando fait la couverture de plusieurs magazines dont People.
Le groupe se rebaptise, de Lemonheads en The Lemonheads avant la sortie de l'album Come on Feel the Lemonheads. Puis ils sortent Come on Feel the Lemonheads en octobre 1993. Le groupe continue de tourner avec plusieurs formations différentes qui impliquent le bassiste Mike County et le guitariste Bill Peterson.  Avec des morceaux comme Big Gay Heart et It's about Time, le groupe devient plus connu. Il jouit d'un certain succès, modéré cette fois, avec le single Into Your Arms. Dando se lie d'amitié avec Oasis et joue sur scène avec le groupe. Les effets du crack commencent à se montrer après une interview particulièrement chaotique avec Dando qui se retrouve presque dans l'incapacité de s'exprimer. Il perd sa voix après avoir fumé du crack, et admet avoir un problème avec la drogue.
En 1996, Dando reforme The Lemonheads, avec John Strohm et Murph (ex-Dinosaur Jr), ainsi qu'avec le bassiste Bill Gibson du groupe australien The Eastern Dark, et leur associé de toujours Nic Dalton. Cette formation produit l'album Car Button Cloth. Malgré des morceaux jangly guitar comme If I Could Talk I'd Tell You, l'album expose la partie la plus sombre de Dando. Le groupe participe à Schoolhouse Rock! Rocks, un album-hommage (1996) à Thomas G. Yohe.
Le groupe tourne en 1997 et termine par une performance au Reading Festival. Le groupe se met en pause en 1998. Entretemps, Atlantic Records publie The Best of the Lemonheads en août 1998.

### Retour (depuis 2005)

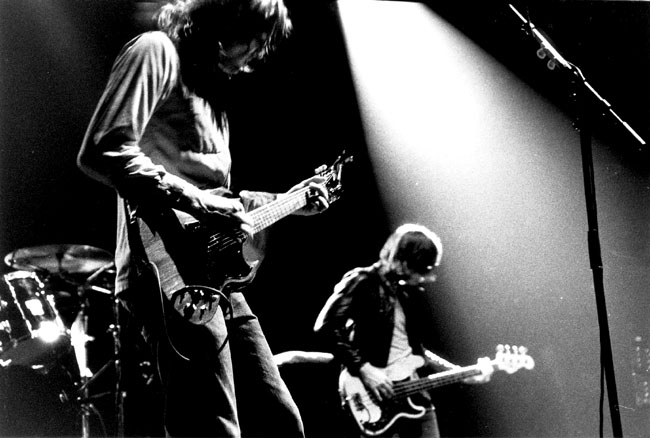
The Lemonheads au Shepherds Bush Empire, en septembre 2005.

Après neuf ans d'interruption, le groupe se reforme en été 2005 avec une formation ravivée par Bill Stevenson et Karl Alvarez, membres des Descendents. Les 14 et 15 septembre 2005, Dando, Stevenson et Lattanzi jouent deux fois au Shepherds Bush Empire de Londres pendant la série des concerts ATP Don't Look Back.
En avril 2006, The Lemonheads signent chez Vagrant Records. L'album, simplement intitulé The Lemonheads, est publié le 26 septembre 2006 aux États-Unis ; il fait participer Garth Hudson et J Mascis. En soutien à l'album, Dando tourne en Europe et aux US à la fin 2006 avec Vess Ruhtenberg (basse) et Devon Ashley (batterie) de The 
En août 2007, Bill Stevenson annonce qu'il produira le neuvième album du groupe,. En août 2010, cependant, aucun nouvel album n'est encore annoncé.
Le 23 avril 2008, pendant la cérémonie des remises de prix du NME au El Rey de Los Angeles, Dando reçoit le prix de l'album classique pour It's A Shame About Ray et joue même My Drug Buddy et le morceau-titre en version acoustique. Le 23 juin 2009, The Lemonheads publie Varshons – un best-of de reprises qui reprend notamment Gram Parsons, Wire, GG Allin, et Christina Aguilera. L'album fait aussi participer l'actrice Liv Tyler en duo sur Hey That's No Way To Say Goodbye de Leonard Cohen.
En septembre 2010, les Lemonheads annoncent une tournée australienne pour y jouer leur album It's a Shame about Ray, et une sélection de morceaux issus d'autres albums.
Le 7 février 2012, les Lemonheads publieront des Hotel Sessions sur Hall of Records/Breath of Saltwater – qui documente les soirées de Dando.
Le 21 août 2012, l'arrivée de Juliana Hatfield est annoncé pour une tournée avec The Psychedelic Furs. Le 17 septembre 2012, Ryan Adams tweete que leur album sera plus punk
Le 14 août 2017, Atlantic Records cède tout le catalogue des Lemonheads au label britannique Fire Records.

## Discographie

### Albums studio
- 1987 : Hate Your Friends
- 1988 : Creator
- 1989 : Lick
- 1990 : Lovey
- 1992 : It's a Shame About Ray
- 1993 : Come on Feel the Lemonheads
- 1996 : Car Button Cloth
- 2006 : The Lemonheads
- 2009 : Varshons (album de reprises)
- 2019 : Varshons 2 (album de reprises)
- 2025 : Love Chant

### Compilations
- 1998 : The Best of the Lemonheads: The Atlantic Years

### Reprises
- 1990 : Luka, de Suzanne Vega
- Mrs Robinson, de Simon et Garfunkel
- Fade to Black, de Metallica
- Learning the Game, de Buddy Holly